# Los centauros peruanos
Los centauros peruanos es una película peruana dirigida por Jorge Goytizolo de 1912. Es el primer documental y primera película peruana conocida y la primera filmación en sepia en el país.
La película, de 16 minutos de duración, son unas secuencias de ejercicios de caballería de un escuadrón del Regimiento de Caballería N° 3 del Ejército peruano filmados en Magdalena del Mar el sábado 6 de enero de 1912 por Goytizolo. Tiene una clara influencia de la película italiana Los centauros, exhibida en Lima en 1909.
Según Elvira García y García, la película fue exhibida en el teatro principal de Tacna, mientras la ciudad se encontraba bajo administración chilena tras la Guerra del Pacífico, lo que causó altercados entre la población peruana y chilena.